# Équipe d'Eswatini des moins de 17 ans de football
L'équipe d'Eswatini des moins de 17 ans est une sélection de joueurs de moins de 17 ans au début des deux années de compétition placée sous la responsabilité de la Fédération d'Eswatini de football. 
L'équipe a participé une fois à la Coupe d'Afrique des nations des moins de 17 ans mais n'a jamais participé à la Coupe du monde de football des moins de 17 ans.

## Parcours en Coupe d'Afrique des nations des moins de 17 ans
- 1995 : Non inscrit
- 1997 : Non qualifié
- 1999 : Non qualifié
- 2001 : Non qualifié
- 2003 : 1er tour
- 2005 : Non inscrit
- 2007 : Non inscrit
- 2009 : Non inscrit
- 2011 : Non inscrit
- 2013 : Non inscrit
- 2015 : Non inscrit
- 2017 : Non inscrit
- 2019 : Non qualifié
- 2023 : Non inscrit

## Parcours en Coupe du monde des moins de 17 ans
| - 1985 : Non qualifié - 1987 : Non qualifié - 1989 : Non qualifié - 1991 : Non qualifié - 1993 : Non qualifié - 1995 : Non qualifié - 1997 : Non qualifié - 1999 : Non qualifié - 2001 : Non qualifié - 2003 : Non qualifié |  | - 2005 : Non qualifié - 2007 : Non qualifié - 2009 : Non qualifié - 2011 : Non qualifié - 2013 : Non qualifié - 2015 : Non qualifié - 2017 : Non qualifié - 2019 : Non qualifié - 2023 : Non qualifié |